# Cissus leonardii
Cissus leonardii är en vinväxtart som beskrevs av J. Dewit. Cissus leonardii ingår i släktet Cissus och familjen vinväxter. Inga underarter finns listade i Catalogue of Life.